# Ziekte van Köhler
De ziekte van Köhler is een zeldzame aandoening aan het os naviculare, een van de voetwortelbeentjes. Het is een doorgaans eenzijdige avasculaire botnecrose, een groeistoornis waardoor het bot afsterft. De ziekte komt vrijwel alleen voor bij kinderen jonger dan negen jaar; vijfmaal zoveel bij jongens als bij meisjes.
De ziekte is in 1908 voor het eerst wetenschappelijk beschreven door de Duitse radioloog Alban Köhler (1874–1947).

## Oorzaak
De aandoening wordt veroorzaakt doordat de bloedtoevoer van het os naviculare onderbroken wordt. Het bot sterft daardoor lokaal af. De onderliggende oorzaak kan uiteenlopend zijn maar blijft meestal onbekend.

Het aangedane botje, het os naviculare, is groen aangegeven.

## Symptomen en diagnostiek
Het is belangrijk dat deze aandoening vroeg herkend en behandeld wordt; dat kan klachten op latere leeftijd voorkomen. De voornaamste klacht is pijn ter plaatse van het kopje van het os naviculare, waardoor de lijder asymmetrisch gaat lopen om de aangedane voet te ontlasten. Doorgaans wordt de diagnose gesteld door palpatie van het os naviculare. Een eventuele zwelling ter plaatse is vaak zeer beperkt.
In de vroege fase zijn de röntgenfoto's nog normaal. Afwijkingen (botsclerose) zijn röntgenologisch pas zichtbaar tijdens de fase waarin het bot zich alweer aan het herstellen is, de 'reparatiefase'.

## Behandeling
De behandeling bestaat uit ontlasten door tapebandage of goed ondersteunende en corrigerende steunzolen. Lichte oefening wordt geadviseerd, al dan niet onder begeleiding van een fysiotherapeut. Als er geen verbetering optreedt, zal de voet vier tot zes weken in het gips moeten, om het bot de kans te geven zich te herstellen.

## Prognose
De patiënt zal na enkele maanden weer pijnvrij kunnen lopen, en de prognose op de lange termijn is goed. Er zal met behulp van röntgendiagnostiek gekeken moeten worden of het bot werkelijk aan het genezen is. Pas na negen tot twaalf maanden is geheel herstel te verwachten. Waarschijnlijk zal een podotherapeutische zool blijvend moeten worden toegepast, omdat de klachten anders weer terug kunnen komen.

## Trivia
- In zeer zeldzame gevallen komt de aandoening voor bij volwassenen. Dan wordt hij Müller-Weiss-syndroom genoemd.
- Mogelijk leed Toetanchamon aan de ziekte van Köhler.[3]